# 癩王のテラス
『癩王のテラス』（らいおうのテラス）は、三島由紀夫の最後の戯曲。全3幕から成る。三島文学の主題が色濃い最後の演目として重要な作品である。病魔に冒されたカンボジアの王・ジャヤーヴァルマン7世が、アンコール・トムを造営しバイヨン寺院を建設してゆく愛と夢の雄大なロマンを、月の王朝の衰亡を背景に描いた物語。王の肉体が崩れ去っていくにしたがって、威容な観世音菩薩が完成していく様を、王の精神と肉体との対比で壮大華麗に表現している。舞台初演は同1969年7月4日に北大路欣也主演により帝国劇場で上演された。

## 発表経過
1969年（昭和44年）、雑誌『海』7月創刊号に掲載され、雑誌発売直後の同年6月28日に中央公論社より単行本刊行された。文庫版は1975年（昭和50年）8月10日に中公文庫より刊行されたが出版禁止で絶版となり、現行では2002年（平成14年）12月刊行の『決定版 三島由紀夫全集第25巻・戯曲5』でしか読めない。翻訳版は佐藤紘彰訳（英題：“The Terrace of The Leper King”）で行われている。

## あらすじ
第1幕 - 西暦紀元12世紀末のカンボジア（作品では「カンボジヤ」）のアンコール王宮
カンボジアの若き王・ジャヤーヴァルマン7世（作品では「ジャヤ・ヴァルマン七世」）は、敬虔な仏教徒で、勇猛な美貌の戦士であった。宿敵チャンパを破り、チャム戦の大勝利の凱旋の喜びのうちに、王は荒廃した王都の再建をめざす。人民は歓呼をもって王を支持した。王は人民に何トンもの施米や黄金を撒き、建築設計のための石工や彫刻家が王宮に呼ばれる。
しかし、王のそんな大盤振る舞いの大計画に、不安を抱く者がいた。占星術師クララーパンジは方角が凶だと進言する。すでに王の上腕に小さな紅い斑紋が出ていた。宰相スールヤバッタと王太后（母妃）チューダーマニも不安を抱いていた。
第2幕 - 1年後
建設中の寺院の名は、王様と共に戦って死んだ英霊たちの御魂を迎えるバイヨンと名づけられた。若い石工ケオ・ファは、私腹を肥やし怠けている老棟梁カンサに代わって観音像の工事に励んでいた。
民の一部に癩が蔓延しはじめ、星の凶兆を知った宰相スールヤバッタは、これを機に癩病の王を暗殺して自分が王太后と結び権力の座に就こうとしていた。宰相は老棟梁を買収して石工たちの建築を怠けさせようとしていたのだった。
第1王妃（夫人）インドラデーヴィも王の病気におびえ、王と会わなくなる。第2王妃（夫人）ラージェンドラデーヴィだけは変わらずに王を見守っていた。宰相はそんな第2夫人に惚れていた。そして無理やり第2夫人を強姦しようとしたときに王太后が現われ、彼は鞭打たれる。
しかしそんな王太后と宰相は、裏では仲が良かった。王太后は第2夫人に、王を10日以内に毒薬で殺すように命じ、従わないならおまえを殺すと脅した。王太后は息子の病が不治ならば、彼を殺して再び自分が王を出産し直すと言った。
建築は次々と完成していった。しかし建築が進行し、伽藍が出来上がるにつれて、王の肉体は少しずつ癩に蝕まれていく。王はきらびやかな衣裳で肉体の崩壊を隠していた。そして国の財政も次第に傾きはじめ、造営資金も窮していた。
そんな時、支那（南宋）大官の劉万福が、支那の貴婦人に珍重されているカンボジアの美しい魚狗（カワセミ）の羽根を大量に買いたいとやって来た。この土地を守護する翡翠の鳥の羽毛を売ってまでバイヨンの建築費用に充てなければならなかった。
第2夫人は王暗殺計画に従わなかった。王太后の報復をおそれ、彼女は第1夫人の部屋へ匿ってもらい、国外へ逃亡しようとするが、王太后に見つかってしまう。そこへ王が現われ、「なぜ皆、私を避けるのだ」と女たちに詰め寄る。そのとき、第1夫人にも癩の兆候が出ていたのがわかった。第1夫人は、王が執着している神殿に祀られている不老不死の蛇神の娘・ナーガに嫉妬をしていた。
王は、「ナーガは私が癩者になろうと、決して避けないただ1人の女だ」と言って、蛇神の塔に消えて行く。第1夫人は王を追いかけて、女が入ってはならない神殿に入り、「今夜からはあなたを離さない、いつまでも若い蛇神の娘になって、あなたを」と言い、「私がナーガです、私がナーガになります」と神殿の焔の中へ投身してしまった。
王は愕然として気を失った。そこへ宰相と王太后がやって来る。宰相は今がチャンスと王を殺そうとするが、後ろから王太后に刺され、死際に「第2夫人は私に操を売ったのです。私が犯したのです」と王に嘘を言いながら死んでいった。
第3幕 - さらに1年後
宰相の死で、叛乱の兆は消え、癩を恐れた村人も次々と出て行ったが、王を尊敬する若棟梁ケオ・ファが献身的に建築を進め、王の念願であったバイヨン寺院の建築を着々と進めていた。
しかし、美しかった王の顔は、もはや人前にさらせないほど癩に冒され、目だけをあらわし、金色の輿に乗っていた。王は視力も衰えはじめていた。母・王太后は支那大官夫妻と一緒に支那へ発ち、そこへ移住することとなった。
別れの時、王太后は自分も王の暗殺計画にいたことや、第2夫人の貞節の潔白を話す。王は、疑いが晴れた第2夫人と一緒に、ケオ・ファとその恋人の結婚式を宮殿で盛大に開き、若い2人の喜びを祝った。
また1年が経ち、バイヨン寺院が完成した。ケオ・ファ夫婦も充ち足りて旅立つ。しかし宮廷には第2夫人しかいなくなり、王都の民の賑わいはなかった。王は輿をバイヨン寺院が一望できるテラスに据えさせるが、すでに失明して死が迫っていた。
第2夫人がバイヨンの威容を美しく説明するのを聞きながら、王は幻を思い描くしかなかった。それは美しい人頭像を林立させて、浄土の森の中に屹立する、世界で最も燦然とかがやく壮大な寺院となった。
王は臨終の自分を独りにしてもらい、バイヨン寺院に向かって、静寂の新王都の只中で輿の中で死んでゆこうとする。そのとき、バイヨン寺院のかがやく青空に接した頂きから、自分を呼ぶ若々しい声を耳にした。それは、かつての健康な自分の朗々とした声であった。
寺院の頂きに、燦然とかがやく裸の美しい若い王の肉体が出現した。そして、地上の輿の中で死にかけている王自身の精神に語りかけ、王の精神と肉体の対話がはじまる。
肉体は肉体の不死の勝利を主張し、精神は精神の永遠の勝利を主張する。しかしついに、輿の中の声は絶え、王は死ぬ。塔上の若く美しい肉体は自らの勝利を讃え、「青春こそ不滅、肉体こそ不死なのだ」と言った。

## 作品背景

### 着想
ライフワーク『豊饒の海』の第3巻『暁の寺』の執筆取材のために1965年（昭和40年）10月12日にタイのバンコクを訪れた三島は、同月25日からカンボジアへ旅行し、アンコール・ワット、アンコール・トムを見学した。
三島はそのアンコール・トムを見た際に『癩王のテラス』の着想を得て、〈熱帯の日の下に黙然と坐してゐる若き癩王の美しい彫像を見たときから、私の心の中で、この戯曲の構想はたちまち成つた〉とし、バイヨン寺院を建てた王が〈癩にかかつてゐたといふ伝説が、私の心に触れた〉と語っている。
そして三島は、〈もつとも忌はしいものは時として神聖さに結びつき、もつとも悲惨なものは時として高貴と豪奢に結びつく〉という〈後期浪漫派〉の作風を想起し、作品の骨子がその晩のうちに出来たが、巨大な舞台装置の条件（大劇場で「視覚的聴覚的効果」を取り入れる）の諸事情から上演の機会が得られずに4年後に執筆となったと述べて、〈ミクロコスモスの全体性の実験〉は『サド侯爵夫人』や『わが友ヒットラー』で試みたので、『癩王のテラス』では〈マクロコスモスの全体性〉を実験したとしている。

### 設定・主題
設定や人物造型、主題については、以下のように三島は説明している。
また三島は、王の悲劇は〈癩者の悲劇〉でなく、〈むしろ癩が、王の悲劇、あるひは王の病の本質をあばいた〉とし、以下のように説明している。

## 作品評価・研究
『癩王のテラス』は三島の主題が、より色濃く示されている最後の戯曲として重要な作品であり、エキゾチックで華やかな戯曲として評価も悪くないが、それにもかかわらず本格的な論究があまりされていない向きがある。
当時の反響としては、「華麗で異様な物語」、「不滅の青春に対する作者のかぎりないあこがれがせつないほどにあふれた格調高い娯楽作品」といった新聞評をはじめ、奥野健男、戸板康二、磯田光一などが好評し、磯田は、同時代の政治的な暗喩を読むことも可能な「〈自己否定〉の宿命を負うた人間の、極限的なドラマ」と解説している。
佐藤秀明は、病魔に冒された王の寺院建立は、「芸術家が自己の存在を賭けて作品を作るのとアナロジカルな関係にある」とし、しかしながらバイヨン建設を企図した「精神」が死んで、完成したバイヨンとしての「永遠の肉体」が不死を誇るという、死期を迎えた王の前に「健康な若者の王」が出現するラストシーンに、その逆説的関係が生かされていると解説している。
辻井喬は、『癩王のテラス』の中の以下のような台詞の言葉には、三島自身の戦後の心境（生き残ってしまった青年としての自分の思い、戦争で死んだ同世代の兵士たちへの鎮魂）が述べられていると考察している。
「今の王様にとつては、ただこのお寺の完成だけがお望みなのだ。そしてお寺の名も、共に戦つて死んだ英霊たちのみ魂を迎へるバイヨンと名づけられた。バイヨン。王様はあの目ざましい戦の間に、討死してゐればよかつたとお考へなのだらう」—三島由紀夫「癩王のテラス」
なお、三島は自死の前に恩師の清水文雄宛てに送った最後の書簡で、執筆中のライフワーク『豊饒の海』を〈小生にとつては、これが終ることが世界の終りに他ならない〉とし、この小説をバイヨンに喩えながら、以下のように語っている。
松本徹は、『癩王のテラス』には、「芸術家たるものは滅びるより外はないのだということ」が示されながらも、その〈肉体〉の永遠には「唯識論」が踏まえられているとし、〈肉体〉の一刹那の強調には、三島の「敗戦前の日々の生々しい記憶」への関連があると考察している。
小埜裕二は、三島が〈自分の全存在を芸術作品に移譲して滅びてゆく芸術家の人生の比喩〉と言った〈滅び〉に、どういった意味を読み取るかが論究の主眼になるとしながら、その〈滅び〉は「宿命であり、栄光でもあったのではないか」とし、「三島にとってのバイヨンである〈作品〉は、若々しい肉体の美を理想として象られていったものであり、生身の肉体の滅びと引き換えに理想の〈肉体〉は現実のものとなるのである」と解説している。

## 舞台公演
- 劇団浪曼劇場＋劇団雲＋東宝提携帝国劇場公演
  - 1969年（昭和44年）7月4日- 30日 東京・帝国劇場
  - 演出：松浦竹夫。装置：織田音也。照明：穴沢喜美男。衣裳：真木小太郎。音楽：石井歓、アラン・ホバネス。音楽指揮：中村兼藤。振付：関矢幸雄。効果：本間明
  - 出演：北大路欣也、山田五十鈴、岸田今日子、村松英子、森雅之、夏八木勲、ほか
- 松竹 三島由紀夫作品連続公演 IV
  - 1974年（昭和49年）4月4日- 29日 東京・日生劇場
  - 演出：実相寺昭雄。美術：金森馨。照明：吉井澄雄。音楽：広瀬量平。効果：辻亨二。振付：西田幸男。舞台監督：藤原達弘。制作：寺川知男
  - 出演：北大路欣也、丹阿弥谷津子、岸田今日子、田島令子、中村富十郎、横光勝彦、ほか
  - ※ ビクターより1974年（昭和49年）8月、舞台録音のLPレコード発売。
- 千葉演劇社三条会公演
  - 1998年（平成10年）11月14日- 15日 千葉公園忠霊塔前広場
  - 演出・構成：関美能留
  - 出演：榊原毅、大沼香織、真部朋子、立崎真紀子、角本典隆、橋口久男、ほか
  - ※ 野外劇
- 『ライ王のテラス』[18]
  - 2016年（平成28年）3月4日 - 17日 赤坂ACTシアター[19]
  - 演出：宮本亜門
  - 出演：鈴木亮平（ヴァルマン七世）、倉科カナ（第二王妃）、中村中（第一王妃）、吉沢亮（若い石工）、大野いと（その恋人）、芋洗坂係長、澤田育子、市川勇、市川しんぺー、神保悟志（宰相）、鳳蘭（王太后）、ほか

## 刊行本
- 『癩王のテラス』（中央公論社、1969年6月28日） NCID BN13522183
  - 装幀：司修。四六判。紙装。黒色帯。貼函。159頁
  - 口絵9頁13葉（カンボジア宮廷舞踊カラー写真1葉。アンコール・トムやクメール人の結婚式など白黒写真11葉。アンコール・トム付近の地図1葉。撮影：石井出雄、岩宮武二、岩田慶治）
  - 帯（裏）に癩王に扮した北大路欣也の写真。本文末尾および帯（裏）に初演データ。
  - 収録作品：「癩王のテラス」「あとがき」
- 文庫版『癩王のテラス』（中公文庫、1975年8月10日）
  - 装幀：白井晟一。カバー画：司修。解説：宗谷真爾[20]
  - 口絵図版1頁1葉（アンコール・トム付近の地図）。
  - 収録作品：「癩王のテラス」「あとがき」
- 英文版『My Friend Hitler and Other Plays』（訳：佐藤紘彰）（Columbia University Press、2002年11月15日。他）
  - 収録作品：鹿鳴館（The Rokumeikan）、楽屋で書かれた演劇論（Backstage Essays）、朱雀家の滅亡（The Decline and Fall of The Suzaku）、わが友ヒットラー（My Friend Hitler）、癩王のテラス（The Terrace of The Leper King）、悪の華（The Flower of Evel： Kabuki）、椿説弓張月（A Wonder Tale： The Moonbow）

### 全集収録
- 『三島由紀夫全集24（戯曲V）』（新潮社、1975年4月25日）
  - 装幀：杉山寧。四六判。背革紙継ぎ装。貼函。
  - 月報：庄野潤三「昔の友」。山田庄一「文楽『弓張月』の成立」。《評伝・三島由紀夫 24》佐伯彰一「伝記と評伝（その15）」。《同時代評から 24》虫明亜呂無「三島由紀夫と歌舞伎・能」。口絵写真撮影：篠山紀信
  - 収録作品：「癩王のテラス」「椿説弓張月」「文楽 椿説弓張月」「附子」「LONG AFTER LOVE」「ブリタニキュス」「プロゼルピーナ」「聖セバスチャンの殉教」「ボクシング」「オルフェ」
  - ※ 同一内容で豪華限定版（装幀：杉山寧。総革装。天金。緑革貼函。段ボール夫婦外函。A5変型版。本文2色刷・1,000部）あり。
- 『三島由紀夫戯曲全集 下巻』（新潮社、1990年9月10日）
  - 四六判。2段組。布装。セット機械函。
  - 収録作品：「熊野」「女は占領されない」「熱帯樹」「プロゼルピーナ」「弱法師」「十日の菊」「黒蜥蜴」「源氏供養」「喜びの琴」「美濃子」「恋の帆影」「聖セバスチャンの殉教」「サド侯爵夫人」「憂国」「アラビアン・ナイト」「朱雀家の滅亡」「ミランダ」「わが友ヒットラー」「癩王のテラス」「椿説弓張月」「文楽 椿説弓張月」「附子」「LONG AFTER LOVE」〔初演一覧〕
  - ※ 上・下巻 2冊組での刊行。
- 『決定版 三島由紀夫全集25巻 戯曲5』（新潮社、2002年12月10日）
  - 装幀：新潮社装幀室。装画：柄澤齊。四六判。貼函。布クロス装。丸背。箔押し2色。
  - 月報：織田明「三島さんと『わが毒』」、山中剛史「資料探索の密かな愉しみ」、〔天球儀としての劇場5〕田中美代子「受肉・または俳優の恍惚」
  - 収録作品：「癩王のテラス」「椿説弓張月」「文楽 椿説弓張月」「オルフェ」「ブリタニキュス」「プロゼルピーナ」「トスカ」「聖セバスチャンの殉教」
    - 〔参考作品〕「老人の星」「長唄 螺鈿」「頼政（「あやめ」異稿）」「無題（「黒川伯爵家の……」）「鯉になつた和尚さん」「ちびくろさんぼのぼうけん」「舌切雀」「附子」「LONG AFTER LOVE」「歌劇台本 潮騒」「無題（「あるさびれた海岸の……」）」「清水一角（シノプシス）」「無題（「大東塾……」）」
    - 「『癩王のテラス』創作ノート」「『椿説弓張月』創作ノート」

## 音声資料
- 『癩王のテラス』（ビクター、1974年8月） - 舞台録音
  - LP盤2枚。ジャケット。貼込ブックレット：三島由紀夫「『癩王のテラス』について」。実相寺昭雄「演出者の前口上」。茨木憲「芸術思想の体現」掲載。
  - レコーディング・ディレクター：福田千秋。ミキサー：種子田文隆。舞台写真：吉田千秋。アルバムデザイン：窪田啓二郎。舞台装置図：金森馨。シンボルマーク：杉山寧
  - ※1974年（昭和49年）4月10日に日生劇場で行われた「三島由紀夫作品連続公演 IV」を録音したもの。